# Joseph Ujlaki
Joseph Ujlaki (ur. 10 sierpnia 1929 w Budapeszcie, zm. 13 lutego 2006 w Sète) – piłkarz francuski pochodzenia węgierskiego grający na pozycji napastnika. W swojej karierze rozegrał 21 meczów w reprezentacji Francji, w których strzelił 10 goli.

## Kariera klubowa
Swoją karierę piłkarską Ujlaki rozpoczął w Budapeszcie, w klubie Újpest FC. Grał w nim w młodzieżowych drużynach, a w 1947 roku wyemigrował do Francji i przyjął tamtejsze obywatelstwo. Jego pierwszym klubem we Francji był paryski Stade Français. W sezonie 1947/1948 zadebiutował w nim w pierwszej lidze francuskiej. W 1948 roku odszedł do FC Sète i grał w nim do 1950 roku. Z kolei w latach 1950–1953 był zawodnikiem Nîmes Olympique.
W 1953 roku Ujlaki został piłkarzem OGC Nice. W sezonie 1953/1954 osiągnął z klubem z Nicei swój pierwszy sukces w karierze, gdy zdobył z nim Puchar Francji. Z kolei w sezonie 1955/1956 wywalczył z Nice swój jedyny w karierze tytuł mistrza kraju.
W 1958 roku Ujlaki odszedł z Nice do paryskiego Racingu i występował w nim do 1964 roku. W sezonie 1964/1965 grał w drugoligowym FC Metz, w sezonie 1965/1966 – w AS Aixoise, a w sezonie 1966/1967 – w FC Sète, w którym zakończył swoją karierę.
| Sezon   | Klub            | Kraj    | Rozgrywki  | Mecze | Bramki |
| ------- | --------------- | ------- | ---------- | ----- | ------ |
| 1947/48 | Stade Français  | Francja | Division 1 | 7     | 3      |
| 1948/49 | FC Sète         | Francja | Division 1 | 16    | 4      |
| 1949/50 | FC Sète         | Francja | Division 1 | 28    | 11     |
| 1950/51 | Nîmes Olympique | Francja | Division 1 | 28    | 13     |
| 1951/52 | Nîmes Olympique | Francja | Division 1 | 34    | 12     |
| 1952/53 | Nîmes Olympique | Francja | Division 1 | 31    | 12     |
| 1953/54 | OGC Nice        | Francja | Division 1 | 27    | 17     |
| 1954/55 | OGC Nice        | Francja | Division 1 | 22    | 11     |
| 1955/56 | OGC Nice        | Francja | Division 1 | 31    | 15     |
| 1956/57 | OGC Nice        | Francja | Division 1 | 20    | 8      |
| 1957/58 | OGC Nice        | Francja | Division 1 | 33    | 8      |
| 1958/59 | RC Paris        | Francja | Division 1 | 34    | 9      |
| 1959/60 | RC Paris        | Francja | Division 1 | 33    | 22     |
| 1960/61 | RC Paris        | Francja | Division 1 | 32    | 21     |
| 1961/62 | RC Paris        | Francja | Division 1 | 24    | 14     |
| 1962/63 | RC Paris        | Francja | Division 1 | 23    | 5      |
| 1963/64 | RC Paris        | Francja | Division 1 | 15    | 4      |
| 1964/65 | FC Metz         | Francja | Division 2 | 17    | 7      |
| 1965/66 | AS Aixoise      | Francja | Division 2 | 28    | 7      |
| 1966/67 | FC Sète         | Francja | Division 2 | 10    | 5      |

## Kariera reprezentacyjna
W reprezentacji Francji Ujlaki zadebiutował 5 października 1952 roku w wygranym 3:1 towarzyskim meczu z RFN. W swojej karierze grał w eliminacjach do MŚ 1954 i MŚ 1958. Od 1952 do 1960 roku rozegrał w kadrze narodowej 21 meczów i zdobył w nich 10 bramek.
| Mecze i gole w reprezentacji | Mecze i gole w reprezentacji | Mecze i gole w reprezentacji | Mecze i gole w reprezentacji | Mecze i gole w reprezentacji | Mecze i gole w reprezentacji | Mecze i gole w reprezentacji |
| #                            | Data                         | Stadion                      | Rywal                        | Wynik                        | Gol                          | Rozgrywki                    |
| 1952                         | 1952                         | 1952                         | 1952                         | 1952                         | 1952                         | 1952                         |
| ---------------------------- | ---------------------------- | ---------------------------- | ---------------------------- | ---------------------------- | ---------------------------- | ---------------------------- |
| 1.                           | 05.10.1952                   | Paryż, Francja               | RFN                          | 3:1                          | 1                            | towarzyski                   |
| 2.                           | 11.11.1952                   | Paryż, Francja               | Irlandia Północna            | 3:1                          | 1                            | towarzyski                   |
| 3.                           | 16.11.1952                   | Dublin, Irlandia             | Irlandia                     | 1:1                          | 0                            | towarzyski                   |
| 4.                           | 25.12.1952                   | Paryż, Francja               | Belgia                       | 0:1                          | 0                            | towarzyski                   |
| 1953                         |                              |                              |                              |                              |                              |                              |
| 5.                           | 14.05.1953                   | Paryż, Francja               | Walia                        | 6:1                          | 1                            | towarzyski                   |
| 6.                           | 11.06.1953                   | Sztokholm, Szwecja           | Szwecja                      | 0:1                          | 0                            | towarzyski                   |
| 7.                           | 04.10.1953                   | Dublin, Irlandia             | Irlandia                     | 5:3                          | 2                            | el. MŚ 1954                  |
| 8.                           | 08.10.1953                   | Zagrzeb, Jugosławia          | Jugosławia                   | 1:3                          | 0                            | towarzyski                   |
| 9.                           | 11.11.1953                   | Paryż, Francja               | Szwajcaria                   | 2:4                          | 2                            | towarzyski                   |
| 10.                          | 25.11.1953                   | Paryż, Francja               | Irlandia                     | 1:0                          | 1                            | el. MŚ 1954                  |
| 1954                         |                              |                              |                              |                              |                              |                              |
| 11.                          | 11.04.1954                   | Paryż, Francja               | Włochy                       | 1:3                          | 0                            | towarzyski                   |
| 1955                         |                              |                              |                              |                              |                              |                              |
| 12.                          | 15.05.1955                   | Paryż, Francja               | Anglia                       | 1:0                          | 0                            | towarzyski                   |
| 13.                          | 09.10.1955                   | Bazylea, Szwajcaria          | Szwajcaria                   | 2:1                          | 0                            | towarzyski                   |
| 14.                          | 25.12.1955                   | Bruksela, Belgia             | Belgia                       | 1:2                          | 0                            | towarzyski                   |
| 1957                         |                              |                              |                              |                              |                              |                              |
| 15.                          | 01.09.1957                   | Reykjavík, Islandia          | Islandia                     | 5:1                          | 2                            | el. MŚ 1958                  |
| 16.                          | 06.10.1957                   | Budapeszt, Węgry             | Węgry                        | 0:2                          | 0                            | towarzyski                   |
| 17.                          | 27.11.1957                   | Londyn, Anglia               | Anglia                       | 0:4                          | 0                            | towarzyski                   |
| 1960                         |                              |                              |                              |                              |                              |                              |
| 18.                          | 25.09.1960                   | Helsinki, Finlandia          | Finlandia                    | 2:1                          | 1                            | el. MŚ 1958                  |
| 19.                          | 28.09.1960                   | Warszawa, Polska             | Polska                       | 2:2                          | 0                            | towarzyski                   |
| 20.                          | 12.10.1960                   | Bazylea, Szwajcaria          | Szwajcaria                   | 2:6                          | 0                            | towarzyski                   |
| 21.                          | 30.10.1960                   | Sztokholm, Szwecja           | Szwecja                      | 0:1                          | 0                            | towarzyski                   |